# قائمة الحيتانيات المنقرضة
تتضمن قائمة الحيتانيات المنقرضة على الأجناس والأنواع المُنقرضة من رتبة الحيتانيات. الحيتانيات (الحيتان والدلافين وخنازير البحر) هي من نسل الثدييات التي تعيش على الأرض، وذوات الحوافر الزوجية. كانت الحيتانيات الأولى لا تزال ثدييات ذات حوافر. أصبحت هذه الحيتانيات المبكرة تتكيف تدريجيًا مع السباحة بشكلٍ أفضل من المشي على الأرض، وتطورت أخيرًا إلى حيتانيات بحرية كاملة.
تتضمن هذه القائمة حاليًا الأجناس والأنواع الأحفورية فقط. ومع ذلك، انقرضت مجموعة الحيتان الرمادية في المحيط الأطلسي (الاسم العلمي: Eschrichtius robustus) في القرن الثامن عشر، وأُعلن أن بايجي (أو دلفين النهر الصيني (الاسم العلمي: Lipotes vexillifer)) قد انقرض عمليًا [الإنجليزية] بعد فشل رحلة استكشافية في أواخر عام 2006 في العثور على أي منها في نهر يانغتسي.

## رتيبةالحيتان القديمة

### فصيلةالحيتان الجوالة

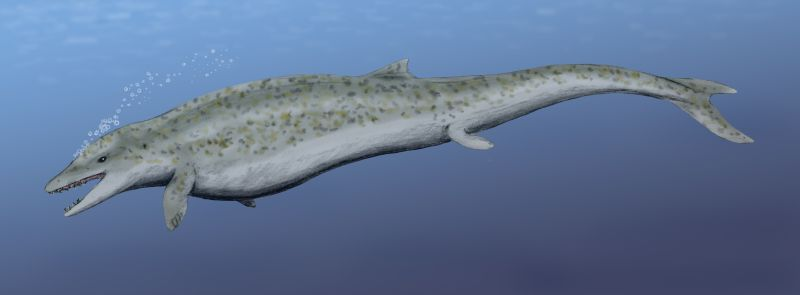
الدوردون

(فترة الإيوسين)
- حوت جوال
- حوت الهيمالايا
- حوت غنداكا

### فصيلةالعظاءات الملكية

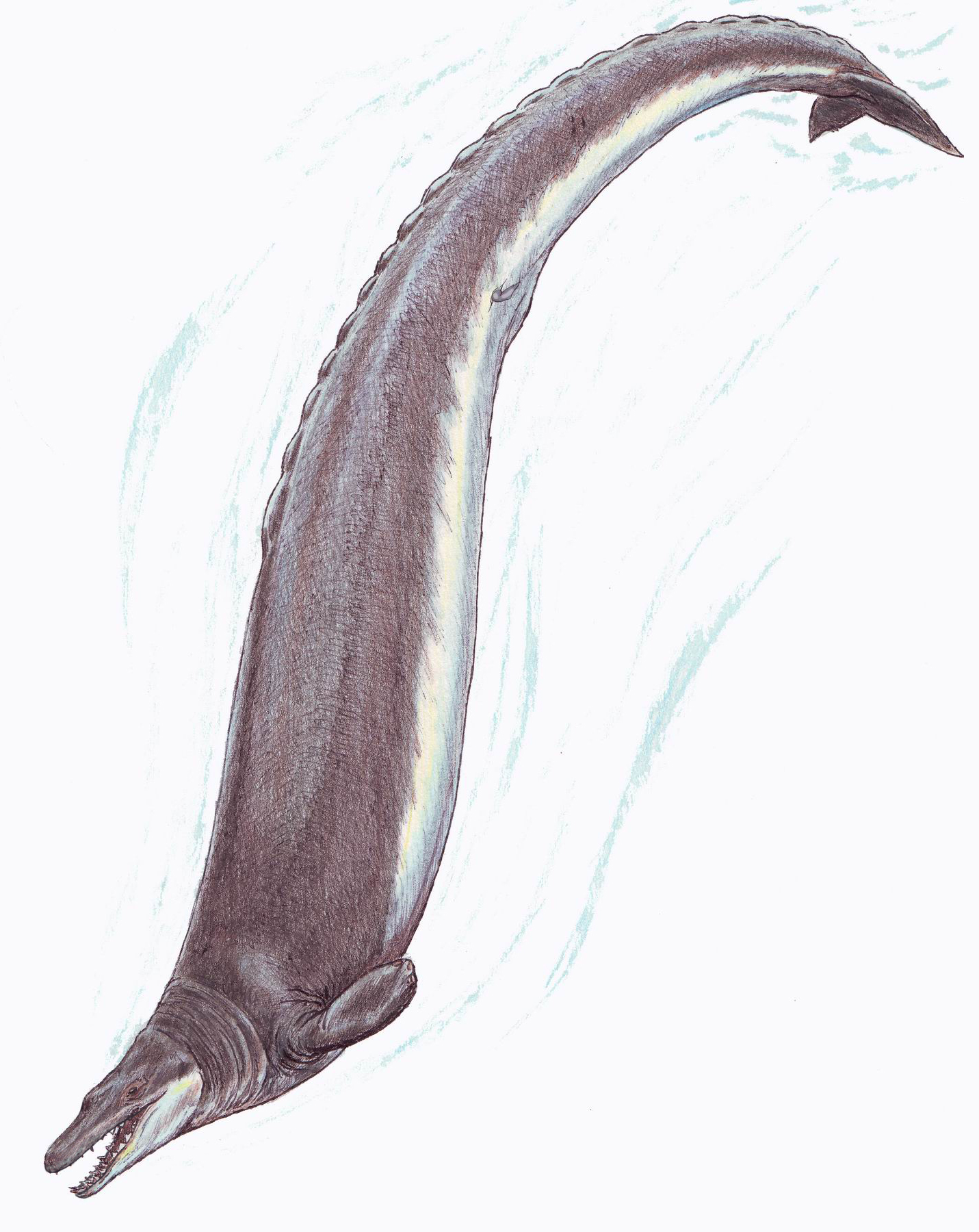
إعادة بناء للعظاءة الملكية

(مرحلة الإيوسين المتأخر)
- مجانسات العظاءة الملكية
  - العظاءة الملكية
  - Basiloterus
  - Eocetus
  - Platyosphys
- الدوردوناوات
  - Ancalecetus
  - حوت ذهبي
  - حوت سينثيا
  - الدوردون
  - حوت مصر
  - Ocucajea
  - حوت ساجا
  - Supayacetus
  - Zygorhiza
- حوت سترومر
  - حوت سترومر[1]

### فصيلةالكيكندونات
(فترة الأوليغوسين)
- الكيكندون
- Phococetus

### فصيلةالحيتان الباكستانية
(من مرحلة الإيوسين المبكر إلى المتوسط)

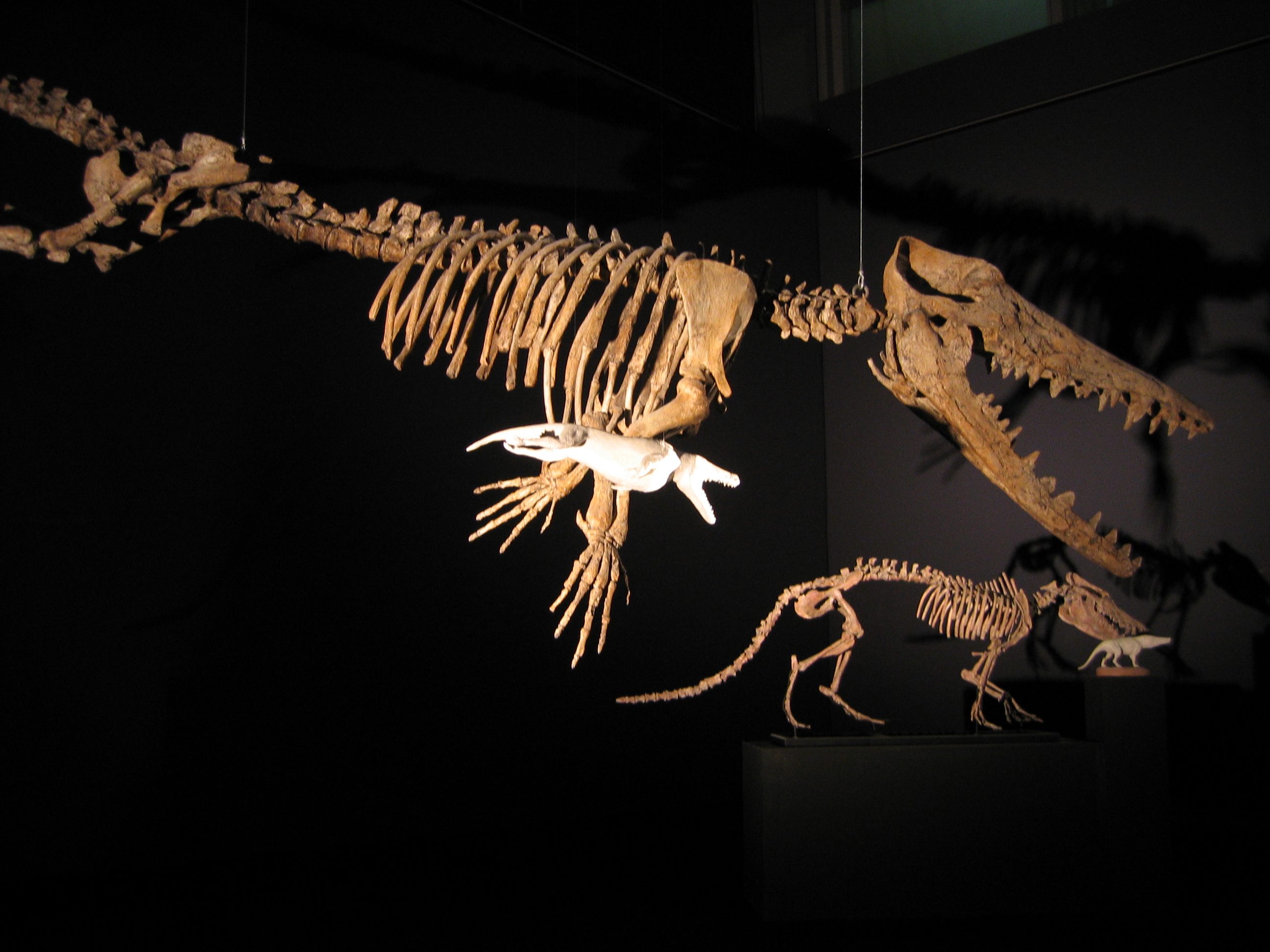
حوت جوال skeleton in front and باكيسيتوس behind

- حوت غنداكا
- حوت الباكستان
- حوت نالا
- سارق السمك

### فصيلةالحيتان الأولية

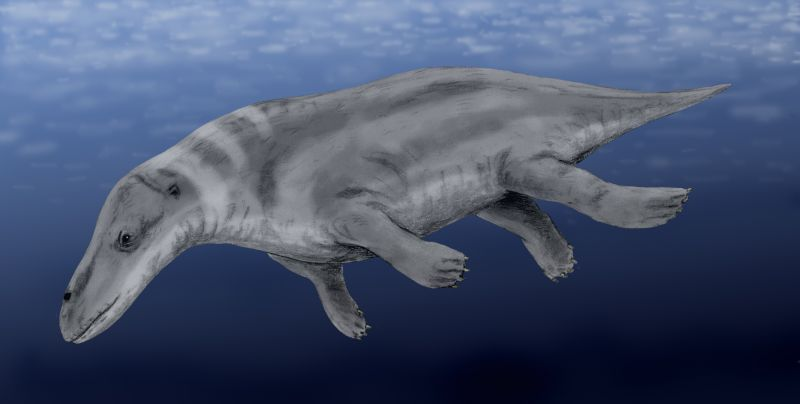
حوت رودو reconstruction

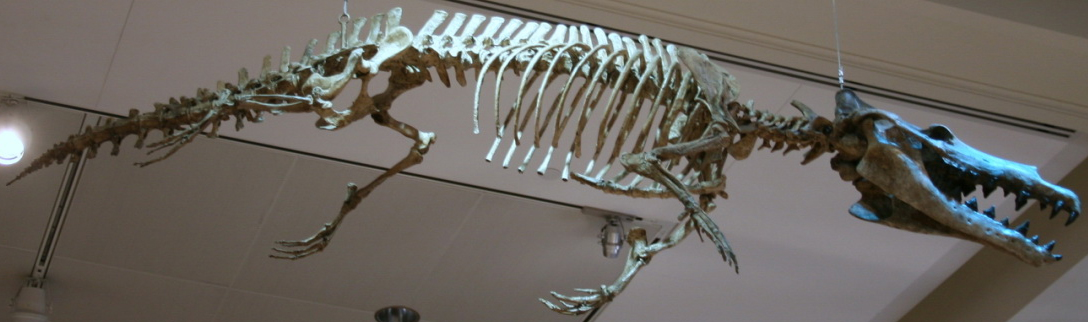
حوت الأم skeleton

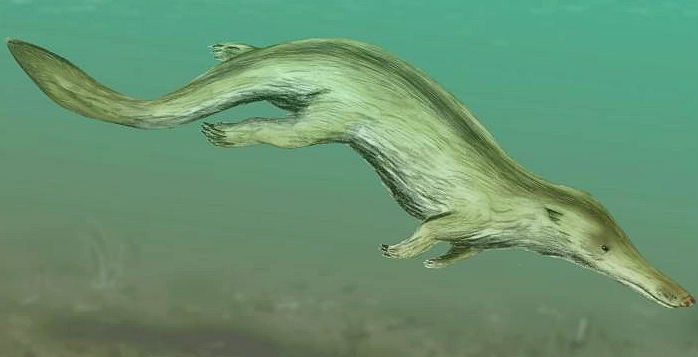
حوت كوتش reconstruction

(فترة الإيوسين)
- حيتان أولية
  - حوت بابيا
  - حوت كارولينا
  - حوت جورجيا
  - حوت نتشيتوشيسحوت الأم skeleton
  - Pappocetus
  - Pontobasileus
- حوت ماكارا
  - حوت ماكارا
- حيتان أولية
  - حوت مصري
  - حوت مزدوج الأصابع[2]
  - حوت مفرض
  - Dhedacetus[3]
  - حوت الغماس
  - حوت هنديحوت كوتش reconstruction
  - حوت خارودا[3]
  - حوت الأم
  - حوت أولي
  - حوت كسراني
  - حوت رودو
  - حوت تاكرا
  - حوت توغو[4]

### فصيلةالحيتان الرمنغتونية
(فترة الإيوسين)
- حوت أندروز
- حوت أتوك
- حوت دالان
- حوت كوتش
- حوت الريان[5]
- حوت رمنغتون

## رتيبةالحيتان البالينية

### فصيلةAetiocetidae

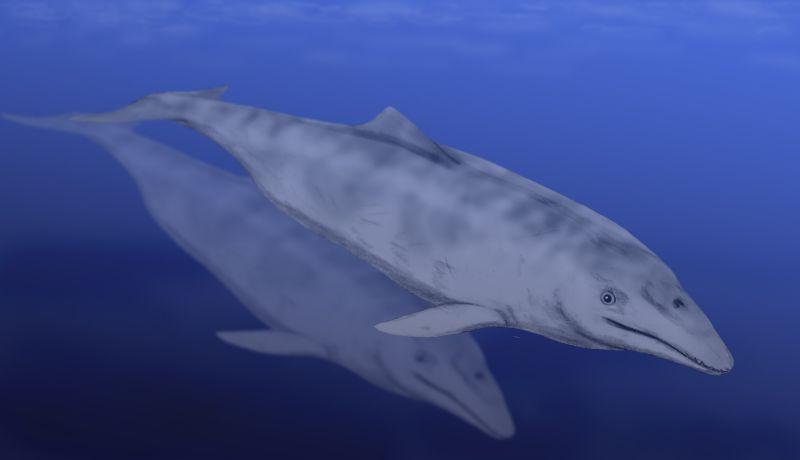
Aetiocetus restoration

(فترة الأوليغوسين)
- Aetiocetus
- Ashorocetus
- Chonecetus
- Fucaia[6]
- Morawanocetus
- Salishicetus
- Willungacetus

### فصيلةLlanocetidae
(Late Eocene-Early Oligocene)
- Llanocetus
- Mystacodon

### فصيلةMammalodontidae

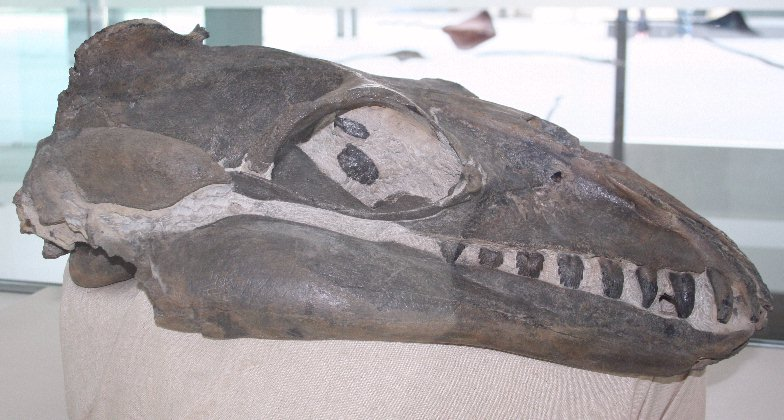
Janjucetus hunderi

(jr synonym Janjucetidae)
(Late Oligocene)
- Janjucetus
- Mammalodon

### فصيلةأصنوفة غير محددة
- Coronodon[7]

### أصنوفة Chaeomysticeti

#### فصيلةأصنوفة غير محددة
- Horopeta
- Sitsqwayk
- Tlaxcallicetus
- Toipahautea
- Whakakai

#### فوق فصيلةقريبات الحيتان البالينية الفجرية

##### فصيلةCetotheriopsidae
(الأوليغوسين إلى الميوسين)
- Cetotheriopsis

##### فصيلةالحيتان البالينية الفجرية
(الأوليغوسين إلى الميوسين المبكر)
- الحوت الباليني الفجري
- Matapanui
- Micromysticetus
- Tohoraata
- Tokarahia
- Waharoa
- Yamatocetus

##### فصيلةAglaocetidae
(فترة الميوسين)
- Aglaocetus

#### فوق فصيلةالبالينات وأشباهها

##### فصيلةالبالينات
(من فترة الأوليغوسين إلى زمن قريب)
- البالين
  - حوت مقوس الرأس
  - بالين (جنس)
  - بالين (جنس)
  - بالين (جنس)
  - بالين (جنس)
  - بالين (جنس)
- Balaenella
- Balaenotus
- Balaenula
- حوت حقيقي
  - حوت حقيقي
  - حوت حقيقي
- Idiocetus
- Peripolocetus
- Protobalaena

##### فصيلةأصنوفة غير محددة
- Morenocetus

#### أصنوفة Thalassotherii
- Cetotheriomorphus
- Heterocetus
- Isocetus
- Notiocetus
- Palaeobalaena
- Rhegnopsis

##### فصيلةحوتيات وحشية
(فترة الميوسين-فترة البليوسين)
Classification follows Steeman, 2007.

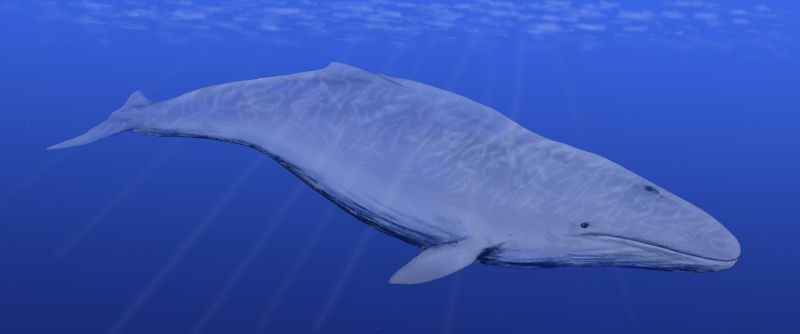
سيتوثيريوم restoration

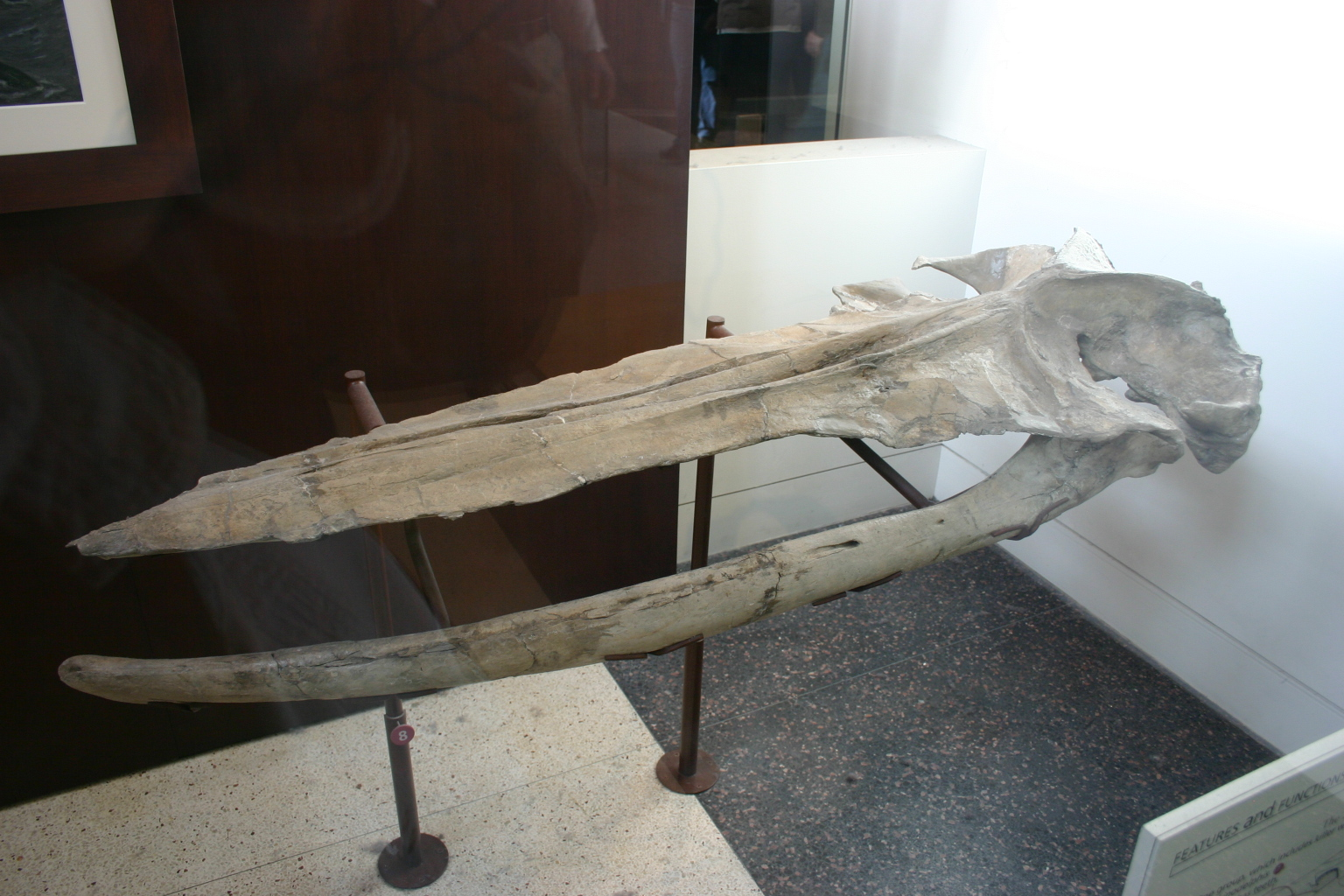
Parietobalaena palmeri skull

- Brandtocetus
- Cephalotropis
- سيتوثيريوم
- Eucetotherium
- Herentalia
- Herpetocetus
- Hibacetus[9]
- Joumocetus[10]
- Kurdalagonus
- Metopocetus
- Mithridatocetus
- NannocetusParietobalaena palmeri skull
- Otradnocetus
- Piscobalaena[11]
- Titanocetus[12]
- Tiucetus
- Vampalus
- Zygiocetus[13]

##### فصيلةDiorocetidae
(فترة الميوسين إلى فترة البليوسين)
- Amphicetus
- Diorocetus
- Plesiocetopsis
- Thinocetus
- Uranocetus

##### فصيلةNeobalaenidae
(فترة الميوسين إلى زمن قريب)
- Miocaperea

##### فصيلةPelocetidae
(فترة الميوسين)
- Cophocetus
- Parietobalaena
- Pelocetus

##### فصيلةأصنوفة غير محددة
- Isanacetus
- Pinocetus
- Mauicetus
- Tiphyocetus

##### فوق فصيلةهراكلة

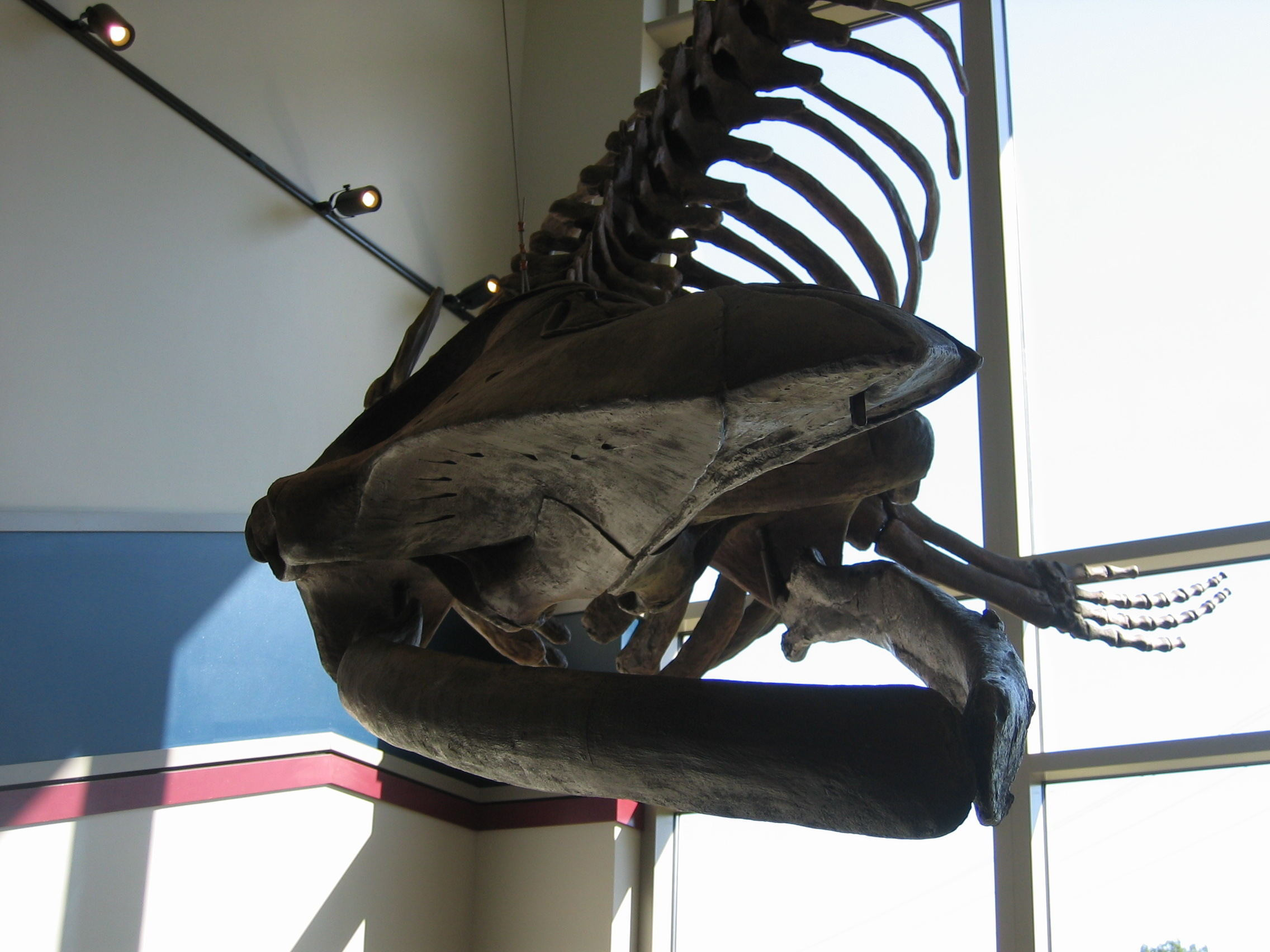
Eobalaenoptera skeleton

- Eobalaenoptera

###### فصيلةهراكلة
(فترة الميوسين إلى زمن قريب)
- Archaebalaenoptera
- هركول (extant)
  - Balaenoptera bertae[14]
  - Balaenoptera cephalus
  - Balaenoptera colcloughi
  - Balaenoptera davidsonii
  - Balaenoptera siberi
  - Balaenoptera sursiplana
  - Balaenoptera taiwanica
- "Balaenoptera" cortesii
- "Balaenoptera" portisi
- "Balaenoptera" ryani  [لغات أخرى]‏
- Burtinopsis
- Cetotheriophanes
- Fragilicetus[15]
- Incakujira
- Parabalaenoptera
- Plesiobalaenoptera
- Plesiocetus
- Praemegaptera
- Protororqualus

###### فصيلةالحيتان الرمادية
(فترة الميوسين إلى زمن قريب)
- حوت رمادي غابر
- شبيه الحوت الرمادي
- مثيل الحوت الرمادي
- شبيه الحوت الأحدب
- حوت أكيشيما
- حوت رمادي باليني

###### فصيلةTranatocetidae
- Mesocetus
- Mixocetus[16]
- Tranatocetus

#### فصيلةأصنوفة غير محددة
- Halicetus
- Imerocetus
- Mioceta (تسمية غامضة)
- Piscocetus
- Siphonocetus (تسمية غامضة)
- Tretulias (تسمية غامضة)
- Ulias (تسمية غامضة)

## رتيبةالحيتان المسننة

### أشكال قاعدية

#### فصيلةAgorophiidae
(Late Oligocene)
- Agorophius

#### فصيلةAshleycetidae
(Early Oligocene)
- Ashleycetus

#### فصيلةMirocetidae
(Early Oligocene)
- Mirocetus

#### فصيلةPatriocetidae
(Oligocene to Early Miocene)
- Patriocetus

#### فصيلةSimocetidae
(Late Oligocene)
- Simocetus

#### فصيلةXenorophidae
(فترة الأوليغوسين)
- Albertocetus
- Archaeodelphis
- Cotylocara
- Echovenator[17]
- Inermorostrum
- Xenorophus

#### فصيلةInticetidae
- Inticetus

### فوق فصيلةالإسكوالودونات وأشباهها

#### فصيلةالدلفازينات
(Late Oligocene to Miocene)
- الدلفازينة

#### فصيلةالإسكوالودونات الأولية
(Oligocene to Miocene)
- شبيه الإسكوالودون[18]
- الإسكوالودون الأولي

#### فصيلةالإسكوالودونات
(Oligocene to Pliocene)
- الإسكوالودون (مرادفات Kelloggia, Rhizoprion, Crenidelphinus, Arionius, Phocodon)
- الإسكوالودون الجنوبي
- الإسكوالودون الفجري
- Macrophoca
- Pachyodon
- Phoberodon
- Smilocamptus
- Tangaroasaurus

### فوق فصيلةحيتان العنبر

#### فصيلةالحيتان القزمة
(فترة الميوسين إلى زمن قريب)
- Aprixokogia
- Kogia (extant)
  - كوغية
- Koristocetus
- Nanokogia
- Praekogia
- Scaphokogia
- Thalassocetus

#### فصيلةحيتان العنبر
- Aulophyseter
- Diaphorocetus
- Ferecetotherium
- Idiophyseter
- Idiorophus
- حوت حفري
- حوت العنبر الصغير
- Placoziphius
- Preaulophyseter

#### فصيلة أصنوفة غير محددة
- Acrophyseter
- Albicetus
- Brygmophyseter
- دلفين حقيقي
- Helvicetus (تسمية غامضة)
- Hoplocetus (تسمية غامضة)
- Kogiopsis
- لوياثان (حوت)[19]
- Miokogia (تسمية غامضة)
- Paleophoca (تسمية غامضة)
- Placoziphius
- عنبر سالف (تسمية غامضة)
- حوت سخيلده (تسمية غامضة)
- Zygophyseter

### فوق فصيلة "Eurhinodelphinoidea"

#### فصيلةArgyrocetidae
(Late Oligocene to Early Miocene)
- Argyrocetus
- Chilcacetus
- Macrodelphinus

#### فصيلةEoplatanistidae
(فترة الميوسين)
- Eoplatanista

#### فصيلةEurhinodelphinidae

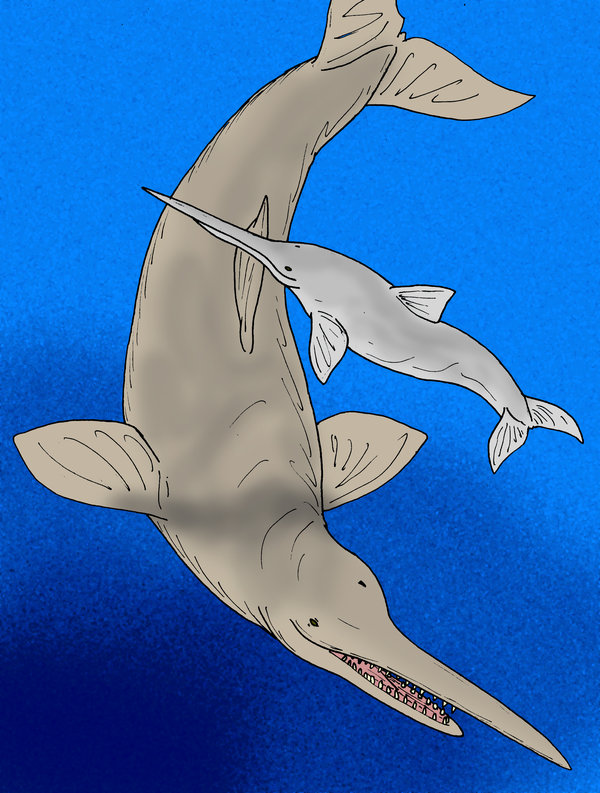
Macrodelphinus & Eurhinodelphis

(Mid Miocene to Pliocene)
- Ceterhinops
- Eurhinodelphis
- Iniopsis
- Mycteriacetus
- Phocaenopsis
- Schizodelphis
- Vanbreenia
- Xiphiacetus
- Ziphiodelphis

### فوق فصيلةالدلافين النهرية
- Aondelphis
- Awamokoa[20]
- Urkudelphis

#### فصيلةAllodelphinidae

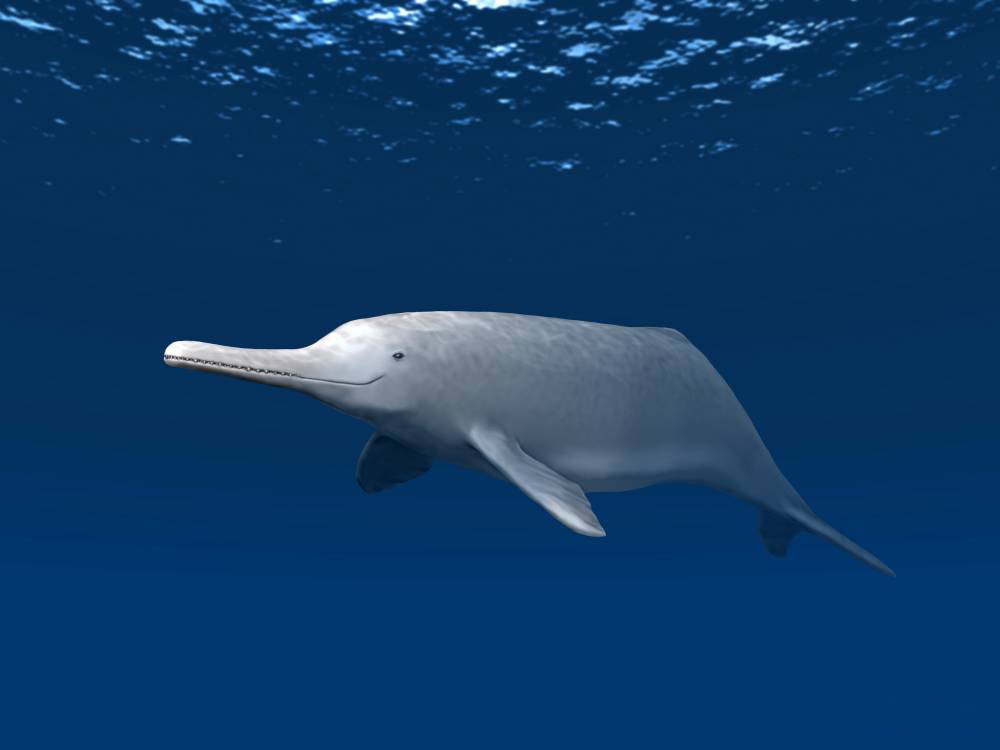
Life reconstruction of Arktocara yakataga

(Early to Middle Miocene)
- Allodelphis
- Arktocara
- Goedertius[21]
- Ninjadelphis[21]
- Zarhinocetus

#### فصيلةدولفين نهر الغانج
(فترة الميوسين إلى زمن قريب)
- آرايوديلفيس
- Dilophodelphis
- Pachyacanthus
- Pomatodelphis
- Prepomatodelphis
- Zarhachis

#### فصيلةSqualodelphinidae
(Early to Late Miocene)
- Huaridelphis[22]
- Macrosqualodelphis
- Medocinia
- Notocetus
- Phocageneus
- Squalodelphis

#### فصيلةWaipatiidae
- Otekaikea
- Papahu[23]
- Sachalinocetus
- Sulakocetus
- Waipatia

### فوق فصيلةحوت منقاري

#### فصيلةSqualoziphiidae
(Early Miocene)
- Squaloziphius

#### فصيلةحوت منقاري
(فترة الميوسين إلى زمن قريب)
- Basal forms
  - Aporotus
  - Beneziphius
  - Chavinziphius
  - Chimuziphius
  - Choneziphius
  - Dagonodum
  - Globicetus
  - Imocetus
  - Messapicetus
  - Ninoziphius
  - Notoziphius
  - Tusciziphius
  - Ziphirostrum
- أسرة حوت منقاري
  - Archaeoziphius
  - Microberardius
- أسرة حوت منقاري
  - Africanacetus
  - Ihlengesi
  - Khoikhoicetus
  - Mesoplodon (extant)
    - حيتان مركزية الأسنان[24]
    - حيتان مركزية الأسنان

  - Nenga
  - Pterocetus
  - Xhosacetus
- أسرة حوت منقاري
  - Caviziphius
  - Izikoziphius
  - Nazcacetus
- أسرة أصنوفة غير محددة
  - Anoplonassa
  - Belemnoziphius
  - Cetorhynchus
  - Eboroziphius
  - Pelycorhamphus

### أصنوفةDelphinida

#### فصيلةKentriodontidae

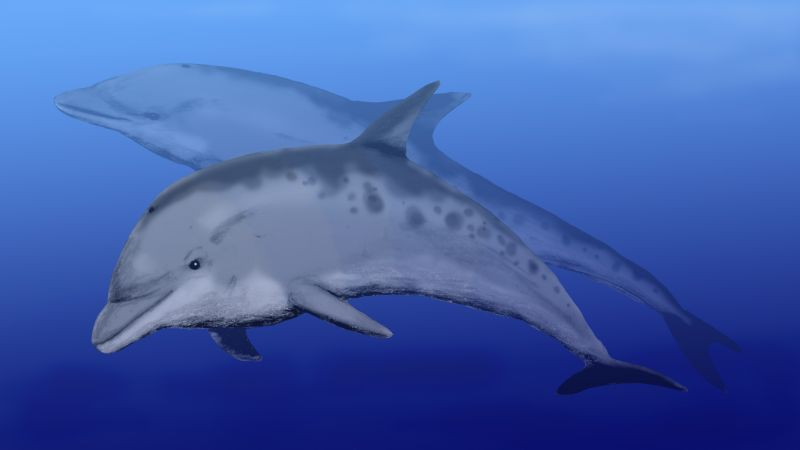
Kentriodon reconstruction

(Early-Middle Miocene)
- Kampholophos
- Kentriodon
- Rudicetus
- Wimahl

#### فصيلة أصنوفة غير محددة
- Anacharsis
- Belonodelphis
- Delphinavus
- Graamocetus
- Hadrodelphis
- Lamprolithax
- Leptodelphis
- Liolithax
- Lophocetus
- Loxolithax
- Macrokentriodon
- Microphocaena
- Miodelphis
- Nannolithax
- Oedolithax
- Oligodelphis
- Palaeophocaena
- Pithanodelphis
- Platylithax
- Prionodelphis
- Protodelphinus
- Sarmatodelphis
- Sophianacetus
- Tagicetus

#### فوق فصيلةدلافين

##### فصيلةAlbireonidae
(فترة الميوسين إلى فترة البليوسين)
- Albireo

##### فصيلةدلفين محيطي

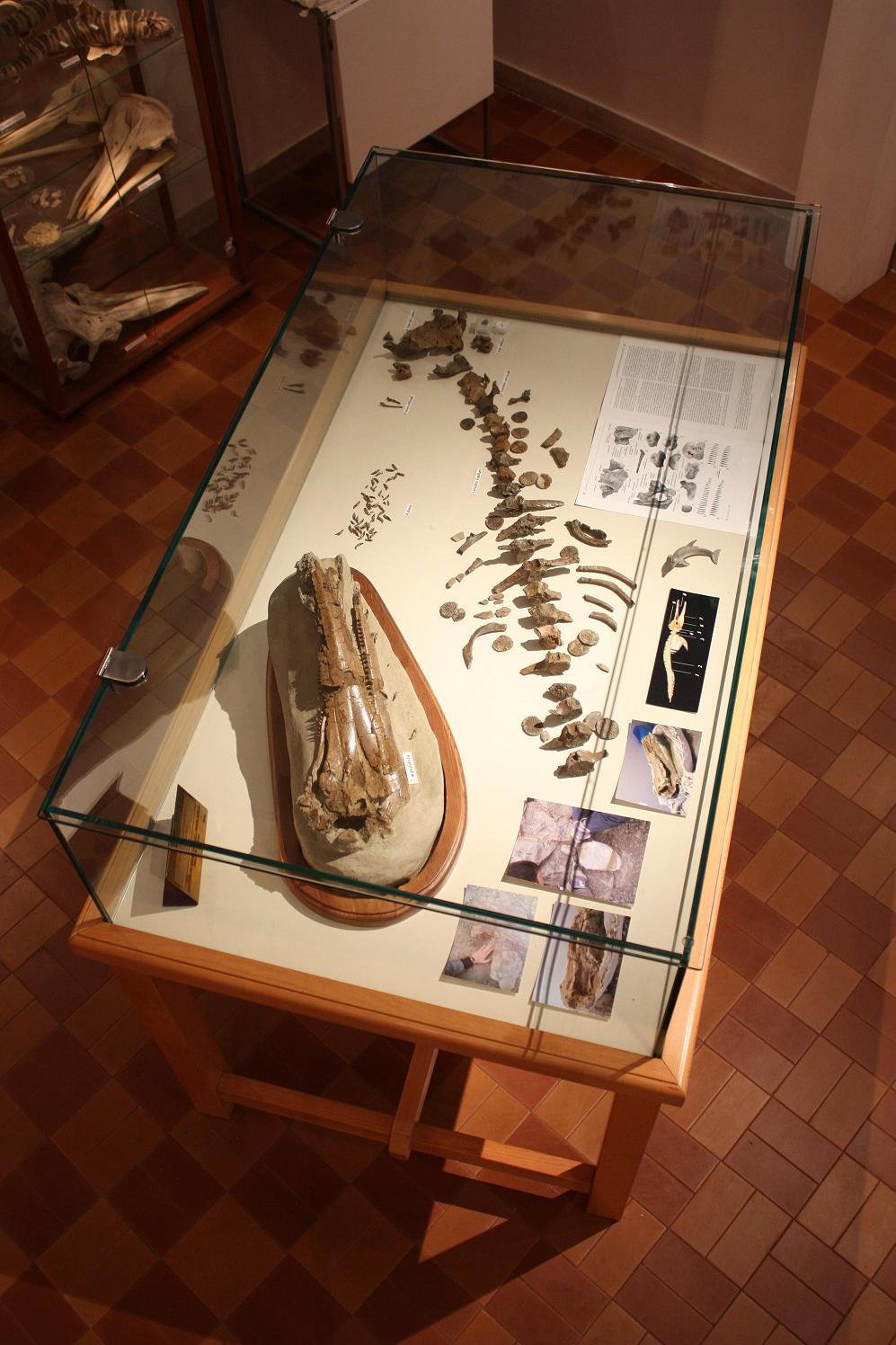
Etruridelphis giulii

(Oligocene to Recent)
- Arimidelphis
- Astadelphis
- Australodelphis
- Delphinus (extant)
  - Delphinus domeykoi
- Eodelphinus
- Etruridelphis
- Hemisyntrachelus
- Lagenorhynchus (extant)
  - دلفين هارماتوكي
- Orcinus (extant)
  - أوركا سيتونانسيس
  - Orcinus paleorca
- Platalearostrum[25]
- Protoglobicephala
- Pseudorca (extant)
  - Pseudorca yokoyamai
- Septidelphis[26]
- Sinanodelphis
- Stenella (extant)
  - دلفين راي
- Tursiops (extant)
  - دلفين قاروري الأنف

##### فصيلةالحيتان البيضاء
(فترة الميوسين إلى فترة البليوسين)
- دلفين بوهاسكا
- ذنب الأسد

##### فصيلةدلفين شبيه الفظ

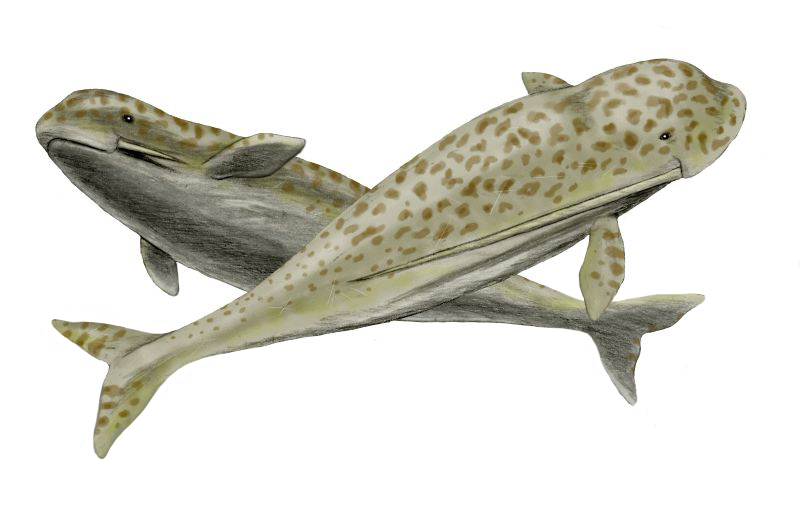
دلفين شبيه الفظ reconstruction

(Pliocene)
- دلفين شبيه الفظ

##### فصيلةخنزير البحر
(فترة الميوسين إلى زمن قريب)
- Archaeophocaena
- Australithax
- Brabocetus
- Haborophocoena
- Lomacetus
- Miophocaena
- Numataphocoena
- Piscolithax
- Pterophocaena
- Salumiphocaena
- Semirostrum[27]
- Septemtriocetus

#### فوق فصيلةدلافين نهرية
- Awadelphis
- Incacetus

##### فصيلةإنيادية
- Brujadelphis
- Goniodelphis
- Hesperoinia
- Ischyrorhynchus
- Isthminia
- Meherrinia
- Saurocetes

##### فصيلةدلفين لابلاتا
(Middle Miocene to Recent)
- Atocetus
- Auroracetus
- Brachydelphis
- Pliopontos
- Pontistes
- Protophocaena
- Scaldiporia
- Stenasodelphis

#### فوق فصيلةبايجي

##### فصيلةدلافين مهجورة
(فترة الميوسين إلى زمن قريب)
- Parapontoporia

#### فوق فصيلةأصنوفة غير محددة
- Delphinodon
- Heterodelphis

### فصيلةأصنوفة غير محددة
- Acrodelphis
- Agriocetus
- Atropatenocetus (فترة الأوليغوسين)
- Champsodelphis
- Hesperocetus
- Imerodelphis (فترة الميوسين)
- Kharthlidelphis
- Lonchodelphis
- Macrochirifer
- Microcetus
- Microsqualodon
- Microzeuglodon
- Neosqualodon
- Olympicetus
- Pelodelphis
- Rhabdosteus (تسمية غامضة)
- Saurocetus (فترة الأوليغوسين)
- Sulakocetus